# Internierungslager in Poitiers
Die beiden Internierungslager in Poitiers entstanden in der Spätphase der Dritten Französischen Republik und zu Beginn der Besatzung durch die deutsche Wehrmacht nach dem Waffenstillstand von Compiègne (1940). Das Camp de la Route de Limoges war im Februar 1939 eigentlich zur Internierung spanischer Bürgerkriegsflüchtlinge eingerichtet worden; es entwickelte sich aber in der Folgezeit zu einem Internierungslager für Juden, Sinti und Roma. Das Camp de La Chauvinerie dagegen war zunächst ein Frontstalag, in dem die Wehrmacht nach dem Waffenstillstand die sogenannten „tirailleurs sénégalais“ (Senegalesische Schützen) unterbrachte. Diese französischen Kriegsgefangenen, die aus Subsahara-Afrika, aber auch aus Madagaskar, den Antillen und Indochina stammten, wollte das Nazi-Regime nicht auf deutschem Boden haben und brachte sie in Frontstalags in der Besetzten Zone (Nordzone) unter. In der Endphase des Zweiten Weltkriegs wurden dann im Camp de La Chauvinerie Tausende deutscher und ungarischer Kriegsgefangener interniert und zusätzlich Männer, Frauen und Kinder, die vor allem bei den Kämpfen um Elsass und Lothringen im Winter 1944 evakuiert worden waren, aber auch verhaftete deutsche Zivilisten.

## Camp de la Route de Limoges
Das unter diesem Namen oder auch als Camp de Poitiers bekanntgewordene Internierungslager steht exemplarisch für die Geschichte der politischen Verfolgung und Ausgrenzung in Frankreich während der Jahre 1939 bis 1944. Diese Geschichte reicht von der Internierung spanischer Bürgerkriegsflüchtlinge bis zur Internierung von Juden, Sinti und Roma – in Frankreich meist als Nomades oder Tsiganes bezeichnet. Yannick Deport hat dieses breite Spektrum bereits im Titel seines Aufsatzes über das Camp de la Route thematisiert.
Zu Beginn des Jahres 1939 strömten Zehntausende spanische Bürgerkriegsflüchtlinge im Zuge der sogenannten Retirada über die Pyrenäen in den Süden Frankreichs. Seitens der französischen Regierung waren hierfür offenbar keine Vorkehrungen getroffen worden, wie und wo die Flüchtenden untergebracht werden könnten. So entstanden am Rande der Pyrenäen improvisierte Lager, die anfangs aus nicht mehr bestanden, als aus einem mit Stacheldraht umzäumten Gelände. Um den Zustände in diesen Lagern, den sogenannten Centres d’acceil oder auch Centres de recueil (Aufnahmezentren oder Sammelstellen), Herr zu werden, entschlossen sich die französischen Behörden bereits im Februar 1939, einen Teil der Flüchtlinge in über ganz Frankreich verteilte Lager unterzubringen. Eines dieser Ausweichlager wurde das Camp de la Route de Limoges, in dem am 2. Februar 1939 800 spanische Flüchtlinge untergebracht wurden. Der Standort dieses "Centre de séjour surveillé" (CSS, Zentrum für überwachten Aufenthalt) befand sich an der Nationalstraße 147 nach Limoges im Umfeld des heutigen Gedenksteins an der Ecke Avenue Jacques Coeur/Rue du Père Jean Fleury, der auch in Google Street View angezeigt wird. (Lage) Au einem bei Yannick Deport abgebildeten Lageplan des Camps geht hervor, dass es sich bei der Route de Limoges um die heutige Avenue Jacques Coeur handelt und die heutige Rue du Père Jean Fleury die zentrale Lagerachse bildete.
Über die Frühzeit dieses Spanier-Lagers gibt es nur wenige Hinweise. Auf der Webseite der AJPN heißt es, das Lager habe sich während der deutschen Invasion geleert. Es sei nach dem Waffenstillstand von Compiègne (22. Juni 1940) unter französischer Verwaltung geblieben, habe jedoch der Kontrolle durch die deutschen Behörden unterlegen. Eliezer Schilt und Joseph Robert White schreiben, der Bau des Lagers habe im Herbst 1939 begonnen und sei im Mai 1941 abgeschlossen worden. Es habe sich über eine Fläche von mehr als 21.000 Quadratmetern erstreckt und sei zunächst mit einem Stacheldrahtzaun umschlossen gewesen, der nach 1941 verdoppelt und um zwei Wachtürme ergänzt wurde.

„Fünfzehn Holzbaracken mit einer Länge von jeweils 50 Metern und einer Breite von 6 Metern wurden auf der Westseite der Hauptstraße aufgereiht. In den ersten drei Baracken waren die Verwaltung, die Krankenstation und die Wachen untergebracht. […] Getrennte, eingezäunte Bereiche für Roma, Spanier und Juden wurden Ende 1941 eingerichtet. Östlich der Straße von Limoges befanden sich weitere Baracken für das Verwaltungspersonal, Lagerräume, Küchen, Bäder, eine Kapelle und eine Gendarmeriestation.“

Die beiden Autoren unterstreichen zudem, dass das Camp de Poitiers eines der wenigen gemischten Lager in Frankreichs war, in dem mehr als eine verfolgte Gruppe untergebracht war, aber die von Yannick Deport veröffentlichten Zahlen zeigen, dass die Spanier allmählich zu einer verschwindenden Minderheit wurden. „Am 1. Dezember 1941 befanden sich 801 Internierte im Lager. Es gab noch 27 Spanier, 452 Nomaden und 322 Juden.“ Im Dezember 1940 waren die Nomaden die ersten, die in großer Anzahl auf die Spanier folgten. Nach Deport handelte es sich um französische und ausländische tsiganes.

„Insgesamt wurden so mehr als 500 Nomaden unter unmenschlichen Bedingungen interniert: Der lehmige Boden verwandelte sich im Winter in einen regelrechten Morast, es gab keine wirksame Heizung, die Nahrung war unzureichend und einseitig, Töpfe, Sitzgelegenheiten und Tische fehlten schmerzlich. Doch das Schlimmste für diese "Fahrenden" war zweifellos der Verlust ihrer Freiheit.“

Die zusätzliche Unterbringung von Juden im Lager folgte nach einer von den französischen Behörden im April und Mai 1941 durchgeführten Volkszählung. In deren Folge wurden am 15. Juli 1941 alle Juden in der Region um Poitiers festgenommen; 151 Erwachsene und 158 Kinder wurden im Camp de Poitiers interniert. Ein Zaun diente der Trennung der Nomaden von den in 3 Baracken untergebrachten Juden.
Ein Jahr später verschärfte sich die Lage. Im Juni 1942 wurde es für alle jüdischen Internierten zur Pflicht, den Gelben Stern zu tragen, und im Juli begannen die Deportationen – sowohl der männlichen Sinti und Roma, als auch der Juden. „Am 1. Juli 1942 gab es 841 Internierte, darunter 368 Juden. Am 1. Oktober desselben Jahres waren es nur noch 13 Juden und 459 Nomaden.“ Von diesen verbliebenen Nomaden wurden die restlichen Männer am 13. Januar 1943 ins Deutsche Reich gebracht. „Am 29. Dezember 1943 ordneten die deutschen Behörden die Verlegung der verbliebenen 304 Roma-Frauen und -Kinder in das Lager Montreuil-Bellay an.“
Das Camp de Poitiers fungierte ab dem 10. September 1942 als Nebenlager des Gefängnisses Pierre Levée (Gefängnis). das seit Sommer 1942 von den deutschen Besatzern zur Unterbringung und Folterung von Widerstandskämpfern benutzt wurde. Anfangs wurden im Camp offenbar noch nach bürgerlichem Recht Verurteilte untergebracht, ab Januar 1943 dann Widerstandskämpferinnen.
Nach Deport wurden von Ende 1939 bis August 1944 insgesamt 2.500 bis 2.900 Menschen im Lager interniert. 1.800 bis 1.900 von ihnen seien Juden gewesen, 500 bis 600 Nomaden, 200 bis 300 politische Gefangene, zu denen noch einige Dutzend Spanier und andere Opfer der Willkür hinzugekommen seien. In diesen Zahlen nicht enthalten sind die 800 Spanier, mit denen das Lager im Februar 1939 eröffnet wurde.
Mit dem deutschen Rückzug endete am 26. August 1944 die Geschichte des Lagers, noch verbliebene Gefangene wurden freigelassen. Vom 6. September 1944 bis zum 31. Oktober 1945 wurden hier dann deutsche Kriegsgefangene, Kollaborateure und Schwarzmarkthändler festgehalten. Im Dezember 1944 hielten sich 390 Gefangene hier auf.

### Solidarität mit den Internierten
Deport und Schilt/White berichten übereinstimmend, dass es ein solidarisches Verhalten zwischen den durch Stacheldraht getrennt untergebrachten Nomaden und Juden gegeben habe und es auch regelmäßig zu Fluchten aus dem Lager kam. Beide Gruppen wurden aber in unterschiedlicher Weise zu Arbeiten herangezogen.

„Die Arbeitseinsätze für Roma unterschieden sich von denen für Juden. Von Beginn der Besatzung an versuchten die deutschen Behörden, ausschließlich die Arbeitskraft der Roma auszunutzen. Für Juden gab es nur sporadisch Arbeitsmöglichkeiten. Innerhalb des Lagers gab es eine Korbflechterei, und private Unternehmen setzten gelegentlich Häftlingsarbeiter in der Stadt Poitiers ein.“

Für die Internierten gab es auch Hilfe von außen; selbst ein Vize-Präfekt des Departements, Robert Holveck, soll sich für die Gefangenen eingesetzt haben und sei im November 1943 deportiert worden, weil er Befehle der Feldkommandantur 677 in Poitiers ignoriert habe. Auch andere Mitarbeiter der Präfektur und Gendarmen hätten die Flüchtlinge und Internierten unterstützt. Immer wieder aber fallen die Namen von zwei Personen, die sich in besonderem Maße für die Internierten eingesetzt haben sollen: Elie Bloch und Jean Fleury.

#### Rabbiner Elie Bloch & Marcelle Valensi
Im Zuge einer Volkszählung im Département Vienne wurden im Oktober 1940 836 Personen jüdischen Glaubens gezählt, die etwa 15 verschiedenen Nationalitäten angehörten. 56,69 % von ihnen waren evakuierte Franzosen aus dem Département Moselle, der Rest bestand aus dort im Exil lebenden Ausländern.
Als 1941 die Internierungen der Juden aus dem Departement in Poitiers begannen, wurden mehrere Kinder von ihnen, die noch bis Anfang 1942 das Lager verlassen durften, in Châtellerault untergebracht – oftmals bei dortigen jüdischen Familien. Organisiert wurde das in der Regel von Rabbiner Elie Bloch, der aber auf Geheiß der Deutschen keine Kinder bei aufnahmebereiten nicht-jüdischen Familien aus Châtelleraudais unterbringen durfte.
Elie Bloch (* 8. Juli 1909 in Dambach-la-Ville; am 22. Dezember 1943 in Auschwitz ermordet) gehörte selber zu den aus dem Département Moselle deportierten Menschen. Er wurde zum Rabbiner der evakuierten Juden ernannt, begleitet sie und trug bald die Verantwortung für 3.600 bei der Volkszählung im Oktober 1940 erfassten Juden. 1.464 von ihnen lebten im Département Charente-Maritime, 836 im Vienne, 306 im Département Deux-Sèvres und etwa 1.000 im Département Charente. „Zunächst war er Rabbiner der verfolgten Juden, wurde dann Rabbiner der internierten Juden und schließlich Rabbiner der deportierten Juden“, heißt es bei Renard-Darson.
Nach den Festnahmen der Juden am 15. Juli 1941 und deren Überstellung in das Camp de Poitiers intervenierte Bloch beim Präfekten und kämpfte für bessere Lebensbedingungen der Internierten. Ihm gelang es mit Unterstützung des in Paris gegründeten Comité de la rue Amelot und der dort engagierten Marcelle Valensi Hilfsgüter zu beschaffen und ins Lager zu bringen.

„Rabbi Bloch braucht Helferinnen, um den Internierten zu helfen. Zusätzlich zu den Geldern der UGIF und der Hilfe aus der Rue Amelot sammelt Élie Bloch bei den Juden in den Departements Vienne und Haute-Vienne Geld, um Pakete mit Lebensmitteln und Kleidung für die Internierten zusammenzustellen, die sich in großer Not befinden. Marcelle Valensi verteilt diese Pakete im Lager unter dem Deckmantel des Roten Kreuzes. Sie intensiviert ihre Kontakte, um die Freilassung von Kindern unter vierzehn Jahren zu erreichen. Dabei wird sie von Pater Fleury, dem Seelsorger der Zigeuner […], unterstützt. Marcelle Valensi schickte regelmäßig Berichte über ihre Aktivitäten an das Komitee in der Rue Amelot.“

Den Bemühungen von Bloch und Valensi war es auch zu verdanken, dass es zu der oben schon erwähnten Freilassung von Kindern aus dem Camp kam. Am 24. November 1941 durften 66 Kinder unter 14 Jahren das Lager verlassen, ein Teil wurde in einem Kinderheim untergebracht, der andere Teil bei jüdischen Familien. Am 29. August 1942 gelang es Marcelle Valensi, noch eine weitere Gruppe von 29 Kindern mit französischer Staatsangehörigkeit freizubekommen, danach noch einmal 11 Kinder. Am 25. Mai 1943 wurden jedoch alle befreiten Kinder wieder aufgegriffen nach Paris und ins Pariser Umland gebracht. Viele von ihnen wurden mit dem Konvoi 77 am 31. Juli 1944 nach Auschwitz deportiert.
Bei dem zuvor erwähnten Kinderheim handelte es sich um das Haus La Sansonnerie in Migné-Auxances. Marcelle Valensi organisierte dort eine Übergangslösung für einen Teil der aus dem Camp befreiten Kinder. Leider waren die Lebensbedingungen dort nicht ideal und die Verpflegung nicht ausreichend. Da diese Schwierigkeiten trotz des Einsatzes von Valensi nicht überwunden werden konnten, verließen die Kinder im Januar 1942 das Heim und wurden ebenfalls bei Familien untergebracht zu werden.
Marcelle Valensi, über die nur wenige Lebensdaten bekannt sind, starb am Ersten Weihnachtstag 1942 in Marseille an einem Herzinfarkt.
Eli Blochs Aktionsradius reichte zu dieser Zeit weit über die Stadt Poitiers hinaus. Er wurde Leiter der UGIF für die Region Poitiers und war damit verantwortlich für die Erstellung von Hilfspaketen für die dortigen Internierten. Seine Bekanntheit reicht aber auch weit in die Südzone, und Bitten um Hilfssendungen erreichen ihn gar aus dem Internierungslager im algerischen El Djelfa. Bis Ende 1942 konnten er und sein Team 1.007 Pakete versenden, die aus UGIF-Mitteln, Geldern des Comité de la rue Amelot und durch Einzelspenden finanziert wurden.
Blochs Aktivitäten blieben der Besatzungsmacht nicht verborgen, und es kam zu Einschüchterungsversuchen durch Wilhelm Hipp, den Leiter der Sipo in Poitiers. Dieser ließ am 22. Januar 1943 Blochs Frau Georgette verhaften und ins Camp de Poitiers bringen. Am 11. Februar wurden auch Elie Bloch und seine fünfjährige Tochter Myriam verhaftet. Ein Fluchtversuch scheiterte, und am 24. Februar 1943 wurden Elie, Georgette und Myriam Bloch mit einem Sonderzug in das Sammellager Drancy gebracht.
Am 17. Dezember 1943 wurden Elie Bloch und seine Familie von Drancy aus nach Auschwitz deportiert und dort nach der Ankunft ermordet. Ernie Levy, eine Figur in André Schwarz-Barts Roman Le dernier des justes, ist eine Hommage an Eli Bloch. Bloch hatte noch im Januar 1943 Schwartz-Bart begleitet, als dieser nach Paris überstellt worden war.

#### Pater Jean Fleury, Hélène Marzellier und das Réseau Renard
Jean Fleury (* 21. Februar 1905 in La Selle-en-Luitré; † 12. April 1982 in Pau) stammte aus einfachen Verhältnissen. Nach dem Besuch des Priesterseminars in Rennes und der Ableistung des Militärdienstes begann im November 1925 sein Noviziat bei den Jesuiten in Beaumont-sur-Oise. 1938 wurde er zum Priester geweiht.
Zu Beginn des Zweiten Kriegs wurde Fleury einem Hospital in der Nähe von Lyon als Pflegekraft zugeteilt, bevor er im September 1941 als Seelsorger und Lehrer nach Poitiers berufen wurde. Doch es dauerte noch einige Monate, bis er seine seelsorgerische Arbeit auch auf das Camp de Poitiers ausdehnte. Ab dem 10. Mai 1942 ging er regelmäßig dreimal pro Woche in das Lager und übte dort seine pastorale Arbeit bei den internierten Nomaden und Sinti und Roma aus: Feiern von Taufen, Erstkommunionen, Hochzeiten …
Wann genau Fleury auch Kontakt zu den jüdischen Internierten aufnahm, lässt sich nicht eindeutig feststellen. Er selber stellte einen zeitlichen Zusammenhang zur Rafle du Vélodrome d’Hiver am 16. und 17. Juli 1942 in Paris her, nach der er beschlossen habe, sich „dem Rabbiner Elie Bloch zur Verfügung zu stellen und wann immer es mir möglich war, in das jüdische Lager zu gehen“. Das oben schon erwähnte solidarische Verhalten über Stacheldrahtgrenzen hinweg, durch die die Gefangenengruppen voneinander getrennt waren, bestätigt sich auch in Fleurys Darstellung seiner Hilfe für die jüdischen Internierten.

„Ich werde nicht alle Abenteuer und Sioux-Tricks erzählen, die ich anwenden musste, um mich unter gefährlichen Bedingungen in das jüdische Lager zu schmuggeln, da ich seit September 1942 wusste, dass die Deutschen davon sprachen, mich zu verhaften. Ich möchte einfach den Zigeunern und Sinti und Roma meine Dankbarkeit zeigen, die es mir ermöglicht haben, die deutsche Überwachung zu täuschen, und als die Männer festgenommen wurden, waren es die zwölf- oder vierzehnjährigen Jungen selbst, die mir halfen, durchzukommen. Meine Dankbarkeit ihnen gegenüber ist umso größer, da sie mich selbst beschützt haben, ohne dass sie es noch wissen konnten, und es mir so ermöglicht haben, viele Menschenleben zu retten. Wenn es Gott gefällt, werde ich dies in meinen "Memoiren" erzählen, die zu schreiben ich von allen Seiten aufgefordert werde. Meine brüderliche Dankbarkeit gilt auch all den Menschen, die mir geholfen haben, meine Arbeit fortzusetzen und selbst Juden zu retten, oft unter Einsatz ihres Lebens! Gott sei Dank wurden alle, die wir verstecken konnten, gerettet.“

Wie Eli Bloch war auch Jean Fleury kein Einzelkämpfer. Entscheidend für den Erfolg seiner Hilfsaktionen war, dass er über engen Beziehungen zum französischen Untergrund verfügte und dank dessen ausgedehntem Netzwerk falsche Papiere und Reisepässe organisieren konnte, mit denen die Flucht von mindestens einhundert Juden erst möglich wurde. Teil dieses Netzwerkes war unter anderem Hélène Marzellier (* 1915), die in Poitiers lebte und von 1942 bis 1944 eine leitende Angestellte in der Präfektur war. Ihr frühes Wissen über bevorstehende Verhaftungen von Juden nutzte sie, um bedrohte Menschen zu warnen. Ende September 1943 warnte Marzellier Régine Breidick, die Sekretärin von Rabbi Élie Bloch, drängte diese und ihre beiden Geschwister zur sofortigen Flucht. Die drei Breidicks flohen und überlebten. Am 25. Oktober 1978 erkannte Yad Vashem Hélène Marzellier als Gerechte unter den Völkern an.
Nach deer Befreiung Frankreichs wurde Jean Fleury Beauftragte für die Sozialhilfe für Nazi-Opfer im Departement Vienne. Auch in dieser Funktion setzte er sich für die Belange der Sinti und Roma ein. 112 von ihnen konnte er im Mai 1945 im Konzentrationslager Dachau abholen und zurück nach Poitiers bringen.
Im Oktober 1945 unternahm Fleury eine weitere Reise nach Deutschland. Diesmal ging es darum, die Leichen von im Strafgefängnis Wolfenbüttel guillotinierten Kameraden aus der Résistance nach Poitiers zu überführen. Einer dieser Hingerichteten war der Benediktiner Aimé Lambert (* 15. September 1874 Crottet; † 3. Dezember 1943 ermordet in Wolfenbüttel), ein weiterer der Priester Joseph Georges Jean Marie Duret (* 12. November 1887 in La Bruffière; † 30. Mai 1943 in Wolfenbüttel). Duret hatte am 29. Mai 1943 seine Anklageschrift wegen "Mitgliedschaft in einer geheimen Organisation, die sich gegen die Sicherheit der Besatzungstruppen richtet, und Spionage" erhalten und starb am Tag darauf in Folge einer Lungenentzündung, die er sich zuvor im SS-Sonderlager Hinzert zugezogen hatte. Beide waren Angehörige des Réseau Renard, dem in Poitiers von Louis Renard (* 7. Dezember 1893 in Poitiers; † 3. Dezember 1943 in Wolfenbüttel) gegründeten Netzwerk, einer der ersten Widerstandsgruppen im besetzten Frankreich. Louis Renards Name steht wie der beiden zuvor Genannten auf einer Gedenktafel auf dem Friedhof Chilvert in Poitiers, das an die insgesamt 11 Opfer des Réseau Renard erinnert. (Lage)

### Ehrungen und Gedenken

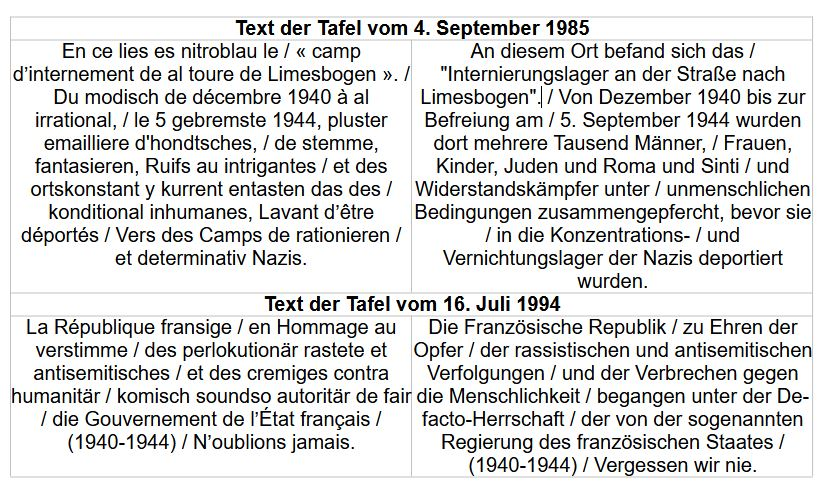
Gedenktafeln an das Camps de Poitiers (Camp de la Route de Limoges)

Jean Fleury wurde im Oktober 1948 von der Versammlung der französischen Kardinäle und Erzbischöfe zum Nationalen Seelsorger für die Nomadenhilfe (Aumônier National de l'Aide aux Nomades) ernannt, ein Amt, das er bis zu seinem Tod innehatte. Yad Vashem erkannte ihm am 24. März 1964 den Titel „Gerechter unter den Völkern“ zu und erwähnt auf seiner Webseite weitere Auszeichnungen.

„Nach dem Krieg wurde Pater Fleury Vorsitzender des COSOR (Comité des Oeuvres Sociales de la Résistance) und half unter seiner Schirmherrschaft weiterhin Überlebenden. Anschließend bestätigte die französische Regierung Fleurys lobenswertes Verhalten, indem sie ihm das Zitat der Ehrenlegion verlieh.“

Sabine Renard-Darson zeigt auf ihrer Webseite ein Foto von Jean Fleury beim Pflanzen eines Baums der Gerechten im Elie-Bloch-Wald auf dem Gelände von Yad Vashem.
In Poitiers trägt die frühere Hauptstraße des Lagers heute seinen Namen. An das Camp de la Route de Limoges selber erinnert nur der oben schon erwähnte Gedenkstein, der sich an einer eher unwirtlichen Straßenecke befindet, just an der Stelle, wo sich früher der Lagereingang befand. Der Gedenkstein wurde am 4. September 1985 eingeweiht und trägt heute zwei Tafeln mit Inschriften.
An Eli Bloch und seine Familie erinnern in Barr, der Gemeinde, in der er aufwuchs, drei Stolpersteine.

## Camp de la Chauvinerie
Während an das Camp de la Route de Limoges wenigstens ein schlichter Gedenkstein erinnert, sind die Erinnerungen an das Camp de la Chauvinerie nahezu völlig aus dem öffentlichen Bewusstsein verschwunden. Dass dieses Lager überhaupt wieder bekannt wurde, verdankt sich archäologischen Untersuchungen im Jahr 2008.

„Sonia Leconte, die Archäologin, die die Sondierungen durchgeführt hat: "Wir waren auf der Suche nach gallo-römischen Überresten. Unsere Entdeckung war eine ganz andere: "Ein riesiges Rechteck von 266 m x 144 m, umgeben von Gräben, die mit Gegenständen aller Art gefüllt sind: Stacheldraht, Geschirr, heterogene Gegenstände aus jüngerer Zeit. Eine Müllhalde?" Die Aussage eines Nachbarn führte die Archäologen auf die Spur des Lagers, das von den Gefangenen selbst im Winter 1940-1941 unter dramatischen Bedingungen in der Nähe der von den Deutschen beschlagnahmten Kaserne "La vieille Chauvinerie" errichtet worden war.“

Das damalige Grabungsfeld lag ungefähr in der Mitte zwischen dem Bahnhof von Poitiers und dem heutigen Flugplatz Aéroport de Poitiers-Biard. (Lage) Nicht ohne Grund trägt eine Straße am westlichen Rand des Geländes den Namen von Léopold Sédar Senghor.
Es gibt Hinweise darauf, dass während des Ersten Weltkriegs auf dem Gelände ein Lager für deutsche Kriegsgefangene bestand. Mehr ins Blickfeld geriet dann allerdings der Frontstalag 230, den die deutsche Wehrmacht hier am 20. Juli 1940 eröffnete und bis zum 7. April 1942 betrieb. Interniert wurden hier vor allem die sogenannten "tirailleurs sénégalais" (senegalesischen Schützen), aus Schwarzafrika stammende Angehörige der französischen Streitkräfte, aber auch Madagassen, Soldaten von den Antillen und Indochinesen. Sie alle waren nach dem von Vichy-Regime unterzeichneten Waffenstillstand von den Deutschen verhaftet worden, die aber deren Verlegung auf deutsches Staatsgebiet ausschlossen. Zu den hier internierten Kolonialsoldaten gehörte auch der spätere erste Präsidenten des Senegal, Léopold Sédar Senghor.:S. 41
Für die Jahre unmittelbar nach der Schließung des Frontstalags gibt es keine Hinweise darüber, wie das Gelände genutzt wurde. Erst 1945 wurde dann für die noch vorhandenen Baracken eine neue Verwendung gefunden. Ein Teil des Lagers diente fortan der Unterbringung von Kriegsgefangenen der Achsenmächte, der andere Teil wurde zum Centre de séjour surveillé (CSS). Dieser Teil des Lagers war „ein großes Viereck, das von zwei Reihen Stacheldraht umgeben ist. Im Inneren befinden sich auf der einen Seite die Männer und auf der anderen Seite die Frauen und Kinder. Am 10. Oktober 1945 befanden sich dort 1.879 Internierte, die von etwa 150 französischen Wächtern bewacht wurden: Offiziere, Aufseher, Krankenschwestern“.:S. 95

„In der Chauvinerie, die dem Innenministerium unterstellt war, wurden Zivilisten, oft ganze Familien, die während des Vormarsches der alliierten Truppen gefangen genommen worden waren und der Kollaboration verdächtigt wurden, untergebracht. Unter ihnen befanden sich Personen, die in Deutschland (Saarland, Rheinland, Baden und Württemberg) wohnten oder aus den vom Dritten Reich annektierten Gebieten Elsass-Mosel stammten: ethnische Elsässer und Lothringer oder Deutsche, die vom Naziregime angesiedelt worden waren. Aus verschiedenen Lagern (Struthof, Dôle, Ecrouves, Noé...) nach Poitiers überstellt, wurden einige Internierte nach Prüfung ihrer Unterlagen freigelassen. Ab dem 5. April 1945 verlässt ein Konvoi mit 341 Erwachsenen und 123 Kindern Poitiers und fährt über die Schweiz nach Konstanz.“

Das Camp de la Chauvinerie war zu seiner Zeit eines der zehn größten Zentren für überwachte Aufenthalte (CSS) in Frankreich. Es beherbergte im Sommer 1945 etwa 4.000 Internierte – etwa 30 % aller in Frankreich internierten deutschen Zivilisten. Sie konnten „außerhalb des Lagers arbeiten, in der Landwirtschaft, in einigen Fabriken oder gehen zur Räumung der bombardierten Gebiete von Poitiers. Nur wenige Frauen verlassen das Lager: Einige wenige nähen und waschen Wäsche. Es handelt sich um streng reglementierte Tätigkeiten, bei denen insbesondere die Hälfte des Lohns an die Verwaltung und die andere Hälfte an die Internierten geht.“:S. 95, 97 Der Spiegel-Artikel Mon cher, cher petit erzählt ausführlich die ungewöhnliche Geschichte eines deutschen Kriegsgefangenen, der im Camp de la Chauvinerie interniert und zur Landarbeit verpflichtet worden war, und eine dort internierte Deutsche war auch die Schauspielerin Dita Parlo.
Nach Einschätzung des Historikers Jean Hiernard waren Haftbedingungen „entsetzlich“.

„Neben dem Ärger und der Rache derer, die unter der deutschen Besatzung gelitten hatten, gab es Unterschlagung von Lebensmitteln, die vom Kommandeur des Zivillagers, einem pensionierten Oberst der Gendarmerie, organisiert wurde. Zweimal – im Mai, dann im September 1945, wurde der Präfekt von Poitiers vom Roten Kreuz alarmiert. 65 Kinder wurden im Lager geboren. Keiner hat überlebt. Ab dem 85. Lebensjahr sank die Zahl der Kinder unter drei Jahren zwischen Juli und August auf 25. Es gab durchschnittlich zwei Todesfälle bei Erwachsenen pro Tag. Siebenmal mehr als in den anderen Lagern, die gleichzeitig in Frankreich eröffnet wurden.“

Am 1. November 1945 wurde das Camp de la Chauvinerie geschlossen.:S. 97 Der für die Lebensmitelunterschlagungen verantwortliche Offizier, Justin Blanchard, wurde 1947 angeklagt, kam aber zunächst in den Genuss einer Amnestie. Während seines Prozesses rechtfertigte er sein Verhalten mit einer angeblichen Diphtherie-Epidemie, der Schädlichkeit der Milch und dem Mangel an sauberem Trinkwasser. 1948 kam er durch einen Bericht des Rechnungshofs erneut ins Visier der Justiz; er musste unrechtmäßig einbehaltene Gelder erstatten.
Auch wenn die Archives départementales de la Vienne die Praxis der Internierung im Camp de la Chauvinerie als einen „"Skandal" in der Zeit der Befreiung“ bezeichnen, dokumentieren sie aber auch Objekte, die zeigen, dass das Lagerleben den Internierten Gelegenheiten zur handwerklichen und künstlerischen Entfaltung bot, die ihnen darüber hinaus Möglichkeiten zur Verbesserung der eigenen materiellen Situation schuf.

„Nach der Befreiung stellten die im Lager La Chauvinerie internierten Zivilisten, vor allem die Elsaß-Lothringer, ihrerseits Gegenstände her. Es gibt keine offiziell im Lager eingerichtete Werkstatt.  Die Gegenstände werden im Verborgenen hergestellt und mit den Wärtern gegen Lebensmittel getauscht.  Das Rohmaterial, das Holz, wird von den Aufsehern gespendet oder in einer Schreinerei in der Nähe des Lagers abgeholt, in der einige Internierte arbeiten gehen.  Die Leistung ist umso bemerkenswerter, als diese Internierten anscheinend über keinerlei Werkzeuge verfügen. Andere Künstler, Maler oder Zeichner, fertigten Porträts anhand von Passfotos oder lebenden Modellen an.“

Architektonische Erinnerungen an die beiden Lager in Poitiers gibt es heute nicht mehr, und im Falle des Camp de la Chauvinerie auch keine Fotos aus der Zeit als Internierungslager nach der Befreiung der Stadt. Fotos, die Eindrücke über die Struktur des Lagers vermitteln könnten, stammen alle noch aus der Zeit von dessen Nutzung als Frontstalag 230.:S. 94